# Scotogramma defessa
Scotogramma defessa är en fjärilsart som beskrevs av Augustus Radcliffe Grote 1880. Scotogramma defessa ingår i släktet Scotogramma och familjen nattflyn. Inga underarter finns listade.